# Дворяне (деревня)
 Дворяне  — деревня в Яранском районе Кировской области в составе Никольского сельского поселения.

## География
Расположена на расстоянии примерно 6 км по прямой на северо-восток от города Яранск.

## История
Известна с 1859 года как деревня Щеглова малая 2-я с 7 дворами и 98 жителями, в 1905 (Малая Шеглова или Дворяне ) дворов 9 и жителей 60, в 1926 (деревня Дворяне или Малая Щеглова) 10 и 73, в 1950 10 и 43, в 1989 18 жителей.

## Население
Постоянное население составляло 7 человек (русские 57%, мари 43%) в 2002 году, 7 в 2010.